# Ленінський район (Севастополь)
Ле́нінський (Центральний) райо́н (крим. Lenin rayonı) — міський, центральний район Севастополя. Одержав свою нинішню назву в 1961 році (раніше він називався Сталінським, а до цього Центральним). 

## Місцевості
- Центр
- Центральний пагорб
- 1 мікрорайон
- Артилерійська слобода
- Гоголя
- Карантинна слобідка
- Марсове поле
- Острякова
- Рудольфова гора
- Табірна слобідка
- Хрустальова
- Хутір Лукомський
- Шабалинські склади

## Опис
Територія становить 2600 га. Населення — 110,26 тисячі осіб.

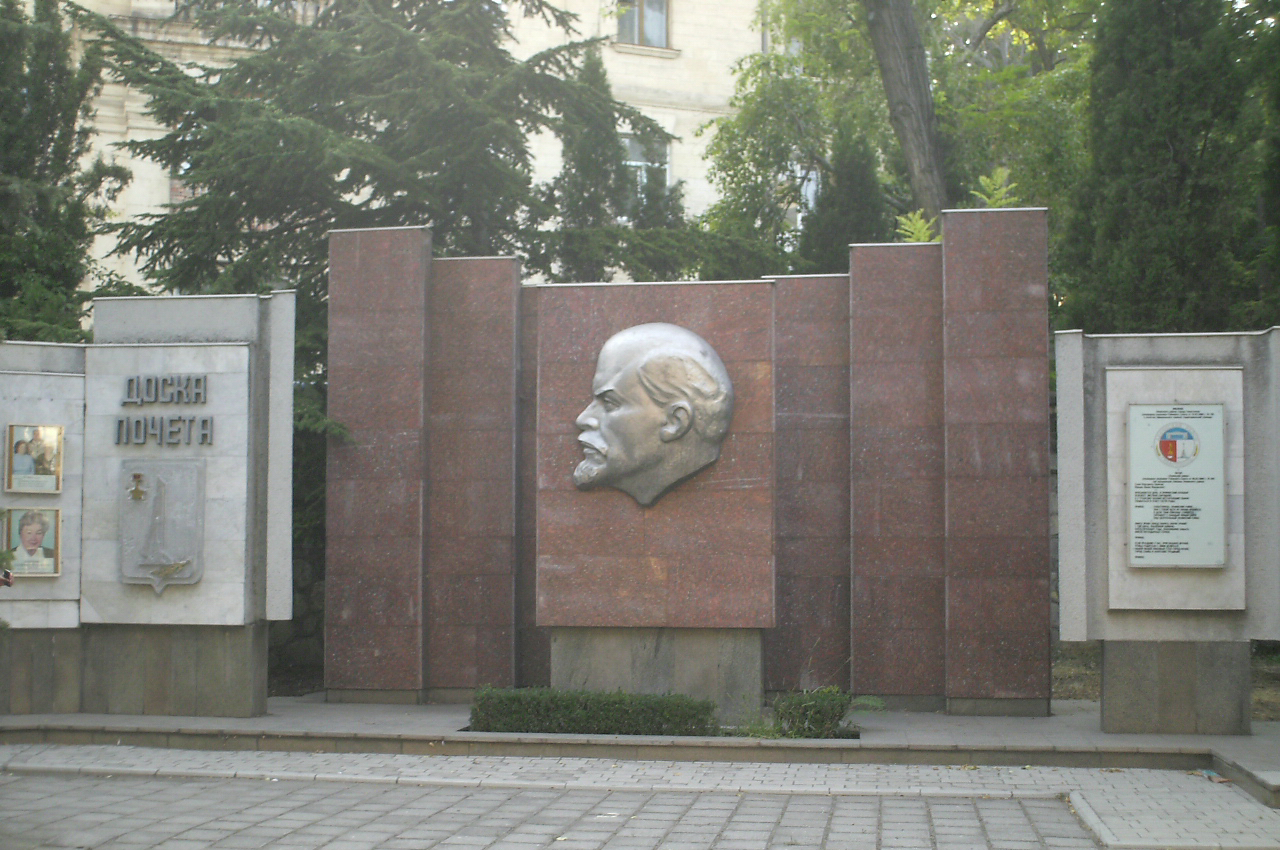
Знак району

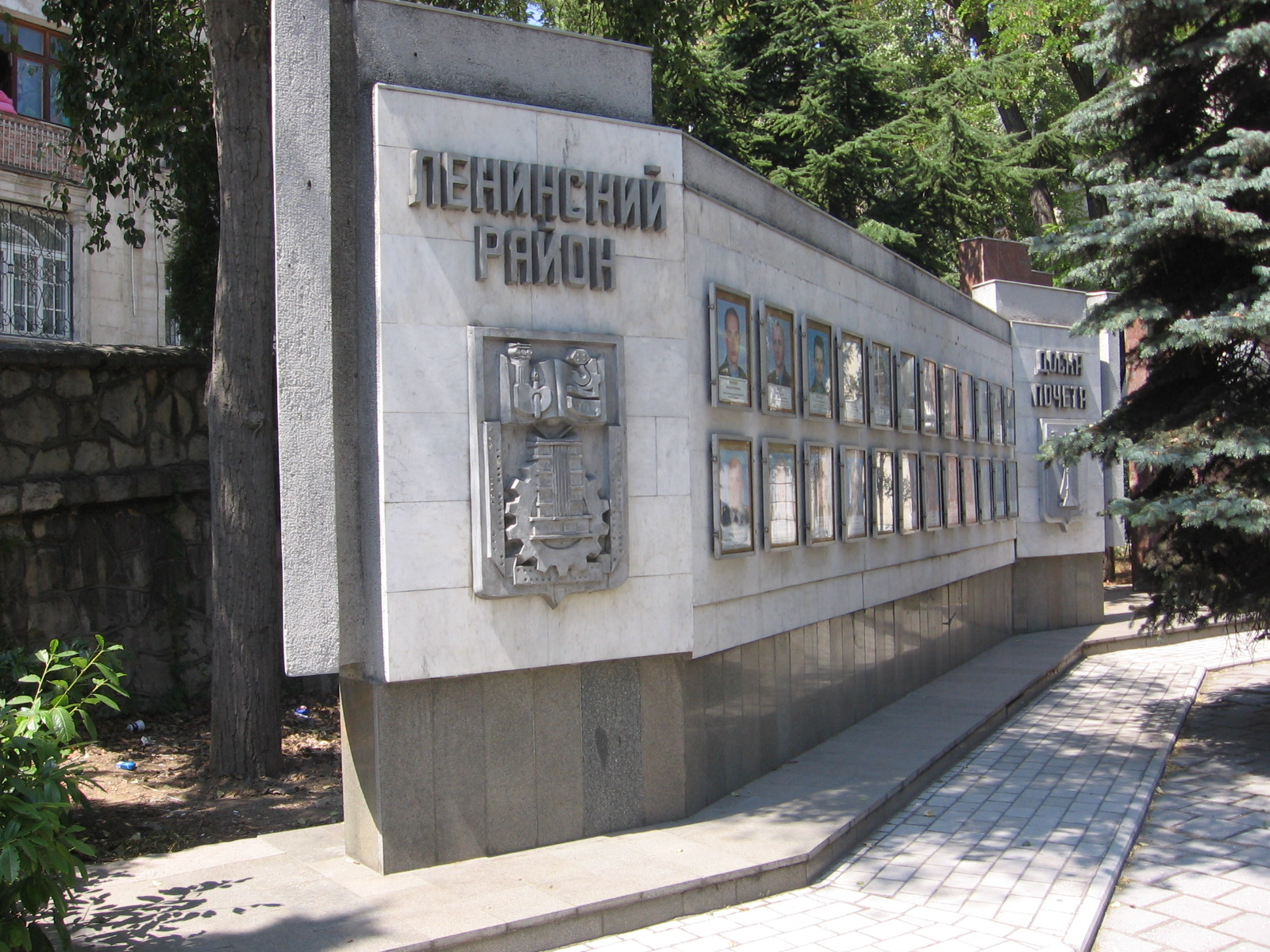
Дошка пошани

Природними межами Ленінського району служать Карантинна бухта і Карантинна балка на заході, Сарандінакіна балка і Південна бухта на сході, берег Севастопольської бухти — на півночі, і межі Балаклавського і Гагарінського районів — на півдні.
У районі працює близько 500 підприємств і установ. Традиційні для економіки району напрями — виробництво продуктів харчування і виробів легкої промисловості. Проте, у зв'язку з тим, що район розташований у центральній, селитебній частині міста, великих промислових підприємств серед них небагато:
- ДП «Цар-хліб» ТОВ «Хлібні інвестиції» випускає понад 250 найменувань хлібобулочних, сухарних, кондитерських, бубличних та листкових виробів;
- ТОВ «Севастопольський молокопереробний завод» випускає понад 30 видів молочних товарів;
- ПП МПЗ «Ковбаси Камо» пропонує споживачам понад 150 найменувань м'ясних та ковбасних виробів;
- ВАТ «Інтеррибфлот» єдиний постачальник консервів з м'яса криля на ринки СНД;
- ЗАТ «Швейна фабрика ім. Н. Онилової» — чоловічі костюми, що випускаються фабрикою, мають попит далеко за межами Севастополя;
- ЗАТ «Севастопольбуд» — одне з найстаріших та найбільших будівельних підприємств, що утримує провідні позиції у будівельному бізнесі;
- ВАТ «Севастопольське АТП-14356» — найбільший вантажоперевізник у Криму, має понад 200 вантажних автомобілів та ліцензії на перевезення вантажів до країн Західної Європи та Азії.

Тут же розташовані центральні офіси найбільших будівельних компаній, нафтотрейдерів, судновласників, банків, велика частина установ культури — театрів, музеїв, кінотеатрів, палаців культури — також знаходяться в Ленінському районі.
Зони відпочинку: 4 бульвари (Історичний, Приморський, Матроський та Катеринінський), 3 парки (ім. 60-річчя СРСР, Дитячий, ім. М. Музики), 20 скверів та 21 куточок відпочинку.
На території району розміщуються Севастопольська міська державна адміністрація і міська рада, управління МВС України у Севастополі, управління СБ України у Севастополі, дислоковані штаби ВМС України і Чорноморського флоту Росії, військові частини обох флотів.

## Історія
З'явився 25 лютого 1938 року, коли місто було розділене на три райони, 1948 року даний поділ був скасований.
У 1949 році поділ міста був відновлений. 26 листопада 1949 року Центральний район був перейменований на Сталінський, в січні 1961 року на Ленінський. 13 листопада 1975 року із району був виділений Гагарінський район.